# Luigi Giuseppe di Borbone-Vendôme
Luigi Giuseppe di Borbone-Vendôme, detto Il Gran Vendôme (Parigi, 1º luglio 1654 – Vinaròs, 11 giugno 1712), fu VI duca di Vendôme, duca di Beaufort, duca di Mercœur, duca d'Étampes e conte di Penthièvre dal 1669, conte di Dreux e principe d'Anet e di Martigues.

## Biografia
Figlio primogenito di Luigi di Borbone-Vendôme (1612-1669) e di Laura Mancini (1636-1657), nipote del cardinale Mazarino, entrò nell'esercito francese all'età di diciotto anni iniziando la sua carriera agli ordini del Grand Turenne nella Guerra d'Olanda.
Prese parte agli assedi di Condé e di Cambrai e nel 1678 aveva già raggiunto il grado di Maresciallo di Campo. Nel 1681 fu nominato Governatore della Provenza.
Nel 1688 ottenne il grado di luogotenente generale e riprese a combattere nella Guerra della Lega d'Augusta (o Guerra della Grande Alleanza). Diede un notevole contributo alla vittoria delle truppe francesi agli ordini del Maresciallo di Francia Luxembourg nella battaglia di Steenkerque (3 agosto 1692). Partecipò poi alla campagna d'Italia del maresciallo Nicolas Catinat combattendo, fra l'altro, la battaglia della Marsaglia (4 ottobre 1693) vinta dai francesi contro Vittorio Amedeo II di Savoia. Gli fu affidata quindi l'armata contro la Spagna con la quale invase la Catalogna ed occupò la città di Barcellona (9 agosto 1697) quando fu nominato viceré di Catalogna.
Nel corso della Guerra di successione spagnola fu comandante dell'Armata franco-spagnola scesa in Italia, dove fu sconfitto a Luzzara (15 agosto 1702) dal cugino primo Eugenio di Savoia-Soissons.
Nell'autunno 1703 invase il Trentino, cercando inutilmente di inoltrarsi in Austria attraverso il Tirolo, ed occupò allo scopo varie piazzeforti in Piemonte. Tornato in Italia il Vendôme si prese la rivincita sul cugino sconfiggendolo a Cassano d'Adda (16 agosto 1705), dopo che il fratello Filippo di Vendôme (1655-1727), detto Il priore, l'aveva già perduta.
Il 19 aprile 1706 sconfisse nuovamente il cugino Eugenio presso Calcinato, paese a sud del lago di Garda, e cercò nuovamente di raggiungere l'Austria varcando l'Adige, ma senza successo poiché fu richiamato in patria per essere inviato a combattere nelle Fiandre.
Nel 1708 gli fu affidato un esercito forte di 80 000 uomini sotto il comando in capo di Luigi di Francia duca di Borgogna con il quale venne subito in disaccordo. Egli riuscì ad occupare Gand, Bruges e Plassendal ma non riuscì ad impedire la pesante sconfitta di Oudenaarde, ad opera del cugino principe Eugenio di Savoia e di John Churchill, 1º Duca di Marlborough (11 luglio 1708).
A seguito di questa sconfitta, dovuta non solo alla bravura degli avversari, ma anche alle liti fra i due comandanti francesi, Luigi Giuseppe fu sospeso dal comando e rimase inattivo per circa due anni. Nel 1710, essendo nuovamente in bilico i rapporti tra Francia e Spagna, il re lo inviò nuovamente nei Pirenei. Egli riportò Filippo V a Madrid ed ottenne la sua ultima vittoria militare il 10 settembre di quell'anno a Villaviciosa de Tajuña (località del municipio di Brihuega) contro le truppe del generale Guido von Starhemberg. Nello stesso anno sposò Maria Anna di Borbone, Mademoiselle de Montmorency, figlia di Enrico III Giulio di Borbone-Condé e nipote del Gran Condé. La coppia non ebbe figli ed alla sua morte, avvenuta due anni dopo, gli subentrò nel titolo il fratello Filippo di Borbone-Vendôme.

## Personalità
Detestando i bastardi reali legittimati, il duca di Saint-Simon, nelle sue Mémoires, diede di lui un ritratto al vetriolo: 
Infatti, se egli fu uno dei più grandi generali di Luigi XIV, il duca di Vendôme era rinomato per la sua grossolanità. Il marchese d'Argenson, futuro ministro degli esteri di Luigi XV, annoterà sul suo diario come egli portò agli eccessi in maniera «prodigiosa» il suo « libertinaggio, la trascuratezza e la pigrizia».
Divenne anche noto per la sua manifesta omosessualità. Saint-Simon lo accusò di dedicarsi al «vizio» degli «abitanti di Sodoma».
Il Vendôme è raffigurato nel dipinto ex voto anonimo La partenza delle truppe del generale Vendôme, realizzato a seguito del suo passaggio nel Basso Sarca del 1703.

## Ascendenza
|                                   |               |                            | Genitori                            |  |  | Nonni |  |  | Bisnonni             |  |  | Trisnonni                  |  |
|                                   |               |                            |                                     |  |  |       |  |  | Enrico IV di Francia |  |  | Antonio di Borbone-Vendôme |  |
|                                   |               |                            |                                     |  |  |       |  |  | Enrico IV di Francia |  |  | Antonio di Borbone-Vendôme |  |
|                                   |               | Giovanna III di Navarra    |                                     |  |  |       |  |  | Enrico IV di Francia |  |  |                            |  |
| Cesare di Borbone-Vendôme         |               |                            |                                     |  |  |       |  |  | Enrico IV di Francia |  |  |                            |  |
|                                   |               | Gabrielle d'Estrées        | Antoine d'Estrées                   |  |  |       |  |  |                      |  |  |                            |  |
|                                   |               | Gabrielle d'Estrées        | Antoine d'Estrées                   |  |  |       |  |  |                      |  |  |                            |  |
|                                   |               | Gabrielle d'Estrées        | Françoise Babou de La Bourdaisière  |  |  |       |  |  |                      |  |  |                            |  |
| Luigi di Borbone-Vendôme          |               | Gabrielle d'Estrées        |                                     |  |  |       |  |  |                      |  |  |                            |  |
|                                   |               | Filippo Emanuele di Lorena | Nicola di Lorena                    |  |  |       |  |  |                      |  |  |                            |  |
|                                   |               | Filippo Emanuele di Lorena | Nicola di Lorena                    |  |  |       |  |  |                      |  |  |                            |  |
|                                   |               | Filippo Emanuele di Lorena | Giovanna di Savoia-Nemours          |  |  |       |  |  |                      |  |  |                            |  |
| Francesca di Lorena               |               | Filippo Emanuele di Lorena |                                     |  |  |       |  |  |                      |  |  |                            |  |
|                                   |               | Maria del Lussemburgo      | Sebastiano di Lussemburgo-Martigues |  |  |       |  |  |                      |  |  |                            |  |
|                                   |               | Maria del Lussemburgo      | Sebastiano di Lussemburgo-Martigues |  |  |       |  |  |                      |  |  |                            |  |
|                                   |               | Maria del Lussemburgo      | Marie de Beaucaire                  |  |  |       |  |  |                      |  |  |                            |  |
| Luigi Giuseppe di Borbone-Vendôme |               | Maria del Lussemburgo      |                                     |  |  |       |  |  |                      |  |  |                            |  |
|                                   | Paolo Mancini | Lorenzo Mancini            |                                     |  |  |       |  |  |                      |  |  |                            |  |
|                                   | Paolo Mancini | Lorenzo Mancini            |                                     |  |  |       |  |  |                      |  |  |                            |  |
|                                   | Paolo Mancini | Olimpia Massimo            |                                     |  |  |       |  |  |                      |  |  |                            |  |
| Michele Lorenzo Mancini           | Paolo Mancini |                            |                                     |  |  |       |  |  |                      |  |  |                            |  |
|                                   |               | Vittoria Capocci           | Vincenzo Capocci                    |  |  |       |  |  |                      |  |  |                            |  |
|                                   |               | Vittoria Capocci           | Vincenzo Capocci                    |  |  |       |  |  |                      |  |  |                            |  |
|                                   |               | Vittoria Capocci           | Lucrezia Glorieri                   |  |  |       |  |  |                      |  |  |                            |  |
| Laura Mancini                     |               | Vittoria Capocci           |                                     |  |  |       |  |  |                      |  |  |                            |  |
|                                   |               | Pietro Mazzarino           | Girolamo Mazzarino                  |  |  |       |  |  |                      |  |  |                            |  |
|                                   |               | Pietro Mazzarino           | Girolamo Mazzarino                  |  |  |       |  |  |                      |  |  |                            |  |
|                                   |               | Pietro Mazzarino           | Margherita de Franchis-Passavera    |  |  |       |  |  |                      |  |  |                            |  |
| Girolama Mazzarini                |               | Pietro Mazzarino           |                                     |  |  |       |  |  |                      |  |  |                            |  |
|                                   |               | Ortensia Bufalini          | Ottavio Bufalini                    |  |  |       |  |  |                      |  |  |                            |  |
|                                   |               | Ortensia Bufalini          | Ottavio Bufalini                    |  |  |       |  |  |                      |  |  |                            |  |
|                                   |               | Ortensia Bufalini          | Francesca Belloni                   |  |  |       |  |  |                      |  |  |                            |  |
|                                   |               | Ortensia Bufalini          |                                     |  |  |       |  |  |                      |  |  |                            |  |